# Malcolm II de Escocia
Máel Coluim mac Cináeda (en inglés Malcolm II) (c. 980-25 de noviembre de 1034) fue el Rey de los escoceses desde 1005 hasta su muerte. Era hijo de Cináed mac Maíl Coluim; la Profecía de Berchán expone que su madre era de Leinster, y alude a él como forranach (el Destructor o Vengador).
Recuperó a Lothian en 1018, y su victoria en la batalla de Carham hizo que Lothian se uniera al reino de Escocia, siendo asegurada mediante Tratado de Carham de 1015. Como los ingleses combatían con los daneses, Malcolm II hizo incursiones contra el sur de sus tierras, obteniendo territorios en el norte inglés. Estableció una alianza con los daneses. El casamiento de su hija con Sigurd el Robusto, conde de Orkney, aumentó su influencia en el norte, y tenía una alianza con Strathclyde en el oeste. Era asimismo rey de Alba y de Strathclyde.
Combatió en demasía para expandir el reino, consiguiendo tierras por el río Tweed y en Strathclyde - el último acontecimiento provocó disensiones que resultarían en su asesinato. 
Contrajo matrimonio con una irlandesa de Ossory, con la cual tuvo tres hijos.
Malcolm II fue el último de los reyes de la Casa de Alpin: tuvo apenas hijas y fue sucedido por su nieto, Duncan I (c.1010-1040) que asesinó al nieto de Kenneth III – Kenneth y Malcolm II eran primos. Este sistema de los pictos para la sucesión era matrilineal. El sistema escocés era determinado por lo que en inglés se conoce como «tanistry» - la sucesión por un miembro anteriormente elegido de la familia real. Durante la vida del Rey, era escogido un heredero que era conocido como «tanaiste rig» o segundo después del rey. Tal modo de gobernar permaneció hasta que Malcolm II decidió adoptar el sistema de descendencia directa. Después de su muerte, la sucesión se basó en la descendencia directa.
Su sucesor fue Duncan I de Escocia, y con él se abrió paso a la Casa de Dunkeld.